# Nottjärnen, Gästrikland
Nottjärnen är en sjö i Hofors kommun i Gästrikland och ingår i Gavleåns huvudavrinningsområde. Sjön är 5,9 meter djup, har en yta på 0,0592 kvadratkilometer och befinner sig 173 meter över havet.